# دوغ ساذرلاند (سياسي)
دوغ ساذرلاند هو سياسي أمريكي، ولد في 1937 في مونتانا في الولايات المتحدة. نشط حزبياً في الحزب الجمهوري.